# Quadrangle de Vellamo Planitia
Le quadrangle de Vellamo Planitia (littéralement :  quadrangle de la plaine de Vellamo), aussi identifié par le code USGS V-12, est une région cartographique en quadrangle sur Vénus. Elle est définie par des latitudes comprises entre 25° et 50° N et des longitudes comprises entre 120° et 150° E,. Il tire son nom de la plaine de Vellamo.

## Coronæ
- Boann Corona
- Cauteovan Corona
- Ved Ava Corona